# Casey Murphy
Casey Murphy, née le 25 avril 1996 à Bridgewater Township dans le New Jersey, est une joueuse internationale américaine de soccer évoluant au poste de gardienne de but au Courage de la Caroline du Nord.

## Biographie

### Jeunesse
Murphy est la fille de Michael et Jill Murphy et a un frère nommé Kyle. Elle commence à jouer au soccer à l'âge de cinq ans et c'est vers l'âge de dix ans qu'elle s'installe au poste de gardienne de but. Elle grandit à Bridgewater Township dans le New Jersey, et fréquente le Bridgewater-Raritan High School avec lequel elle joue au soccer et au basket-ball. Elle s'est également entraînée avec les PDA Slammers, qui font partie de l'Elite Clubs National League. En 2014, elle choisit de rejoindre l'Université Rutgers.
Elle joue ainsi pour les Scarlet Knights de Rutgers de 2014 à 2017. Elle ne joue pas avec son équipe lors de sa dernière année pour participer à la Coupe du monde des moins de 20 ans. Au cours de ses années universitaires, elle remporte plusieurs distinctions dont la médaille d'honneur féminine du Big Ten en mai 2018, le prix de gardienne de but de l'année du Big Ten par deux fois, deux fois elle est sélectionnée dans l'équipe de l'année All-Big Ten et deux fois honorée dans l'équipe de l'année de toutes régions confondues. Elle est également demi-finaliste du trophée Hermann 2017. Avec 45 clean sheets dans sa carrière universitaire, elle bat le record des Rutgers et se classe deuxième dans l'histoire du Big Ten.

### Carrière en club
En janvier 2018, Murphy signe son premier contrat professionnel avec Montpellier HSC qui évolue en Division 1. Durant sa première saison avec Montpellier, elle débute douze matchs, dont deux en Ligue des champions. En fin de saison, elle  se voit récompenser du prix de gardienne de but de l'année en D1 Féminine par la Fédération française de football et fait aussi partie du onze de l'année. Elle devait initialement retourner en NWSL avec le Sky Blue FC en juin, mais elle prolonge finalement son contrat à Montpellier en avril 2018. La saison suivante, elle dispute l'intégralité des rencontres.
En mai 2019, elle signe à l'OL Reign, en NWSL. Puis, en octobre 2020, elle est échangée au Courage de la Caroline du Nord.

### Carrière internationale
Casey Murphy a fait partie des sélections américaines U14, U15, U18, U20 et U23. Elle représente les États-Unis à la Coupe du monde des moins de 20 ans 2016.
Elle est appelée pour la première fois en équipe nationale en juin 2018 pour une série de matches amicaux contre la Chine. Le 1er février, elle fait partie des 23 appelés par le sélectionneur national Vlatko Andonovski pour la SheBelieves Cup 2021.
En 2023, elle fait partie des 23 joueuses sélectionnées par Vlatko Andonovski pour participer à la coupe du monde qui a lieu en Australie  et en Nouvelle-Zélande du 20 juillet au 20 août

## Palmarès
États-Unis
- Vainqueur de la SheBelieves Cup 2021

## Statistiques

### En club
| Saison                | Club                  | Championnat           | Championnat | Championnat | Coupe(s) nationale(s) | Coupe(s) nationale(s) | Compétition(s) continentale(s) | Compétition(s) continentale(s) | Compétition(s) continentale(s) | Challenge Cup | Challenge Cup | Total | Total |
| Saison                | Club                  | Division              | M.          | B.          | M.                    | B.                    | Comp.                          | M.                             | B.                             | M.            | B.            | M.    | B.    |
| 2017-2018             | Montpellier HSC       | Division 1            | 7           | 0           | 3                     | 0                     | WCL                            | 2                              | 0                              | -             | -             | 12    | 0     |
| 2018-2019             | Montpellier HSC       | Division 1            | 22          | 0           | 1                     | 0                     | -                              | -                              | -                              | -             | -             | 23    | 0     |
| Sous-total            | Sous-total            | Sous-total            | 29          | 0           | 4                     | 0                     | -                              | 2                              | 0                              | -             | -             | 35    | 0     |
| 2019                  | OL Reign              | NWSL                  | 20          | 0           | -                     | -                     | -                              | -                              | -                              | -             | -             | 20    | 0     |
| 2020                  | OL Reign              | NWSL                  | 3           | 0           | -                     | -                     | -                              | -                              | -                              | 3             | 0             | 6     | 0     |
| Sous-total            | Sous-total            | Sous-total            | 23          | 0           | -                     | -                     | -                              | -                              | -                              | 3             | 0             | 26    | 0     |
| Total sur la carrière | Total sur la carrière | Total sur la carrière | 52          | 0           | 4                     | 0                     | -                              | 2                              | 0                              | 3             | 0             | 61    | 0     |